# Fensterladenhalter

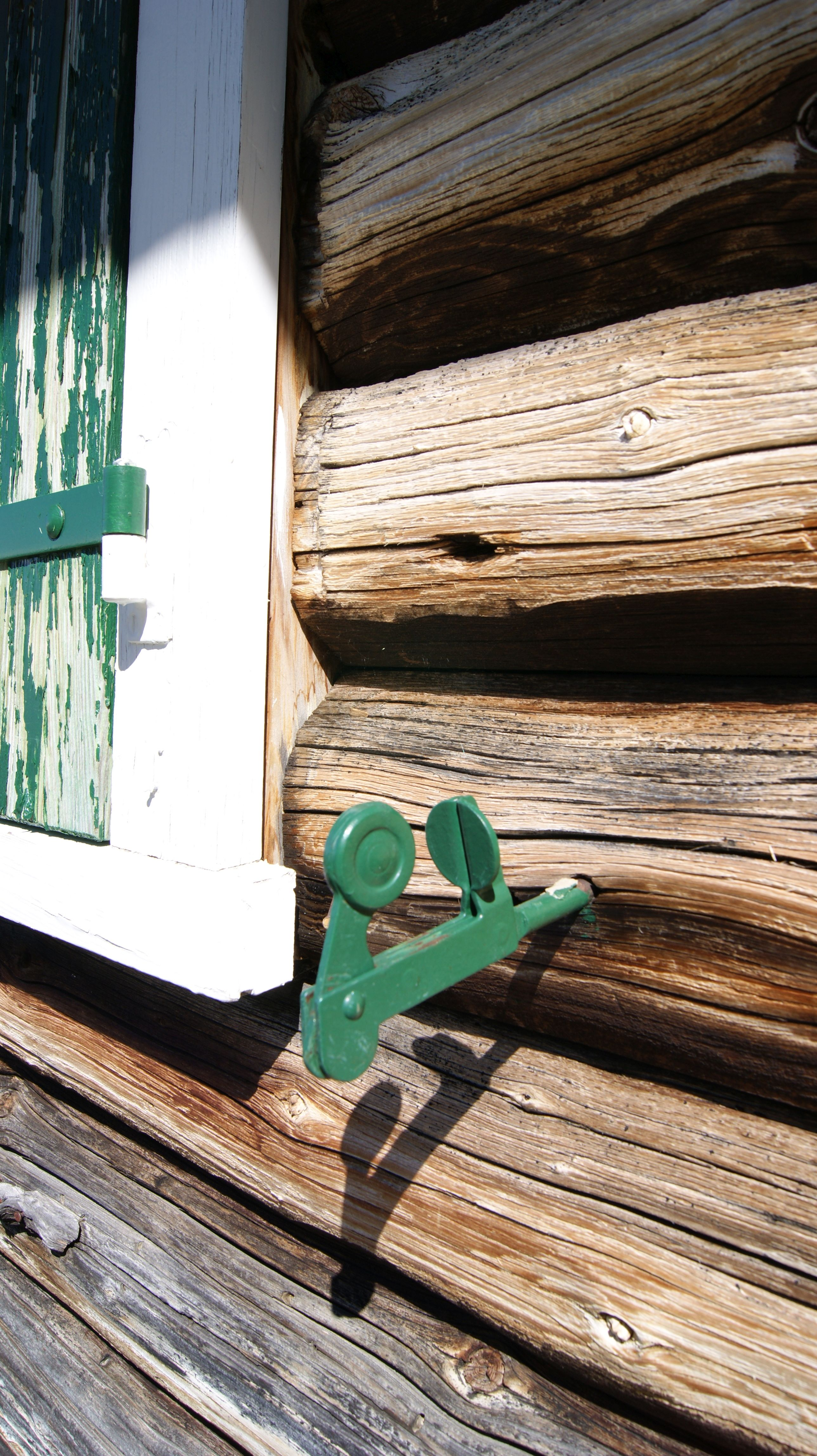
Ladenhalter bei der Gafadurahütte in Liechtenstein

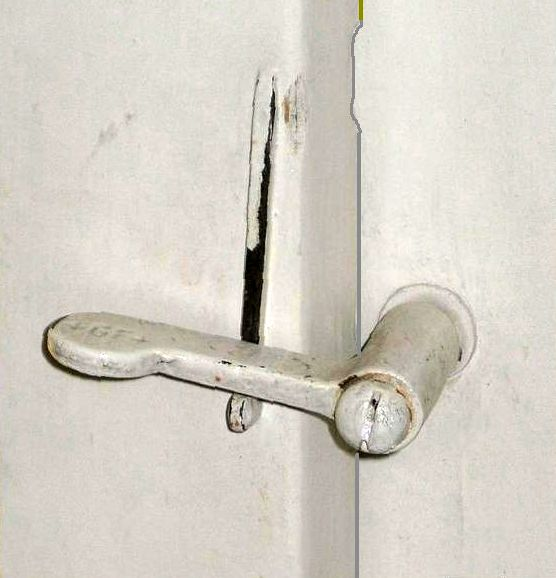
Einflügeliger Vorreiber für einen Fensterflügel

Fensterladenhalter (engl.: „Shutter dogs“; franz.: „Crochet de volet“, „Arrêt de volet“) dienen zum Feststellen von geöffneten Fensterläden und zählen zu den Fensterbeschlägen. Fensterladenhalter gibt es in verschiedensten Ausführungen. Diese werden auch als Fensterladen-Feststeller, Feststeller, Ladenhalter, Ladenrückhalter, Ladenfeststeller, Klappladenhalter oder Schlagladenhalter bzw. nach der äußeren Form des beweglichen Teils auch als: Schäferkopf, Studentenkopf, Amazonenkopf, Frauenkopf, Ritterkopf, Männchen etc. bezeichnet.
Eine mehrfache Funktion als Beschlag im Fensterbau haben sogenannte Vorreiber. Diese werden sowohl innen als auch außen verwendet, um Fenster, Fensterflügel oder Fensterläden auf- bzw. festzuhalten. Der Vorreiber als Fensterladenhalter ist dabei eine einfache, drehbare Metallfahne.
Der Fensterladenhalter hat eine ähnliche Funktion wie der Sturmhaken und dient zur dauerhaften Offenhaltung der Fensterläden parallel zur Mauerkonstruktion. Der Sturmhaken als Fensterhaken kann jedoch zusätzlich noch mehrere verschiedene Positionen des Fensterladens, nicht nur parallel zum Mauerwerk, ermöglichen.

## Material und Montage

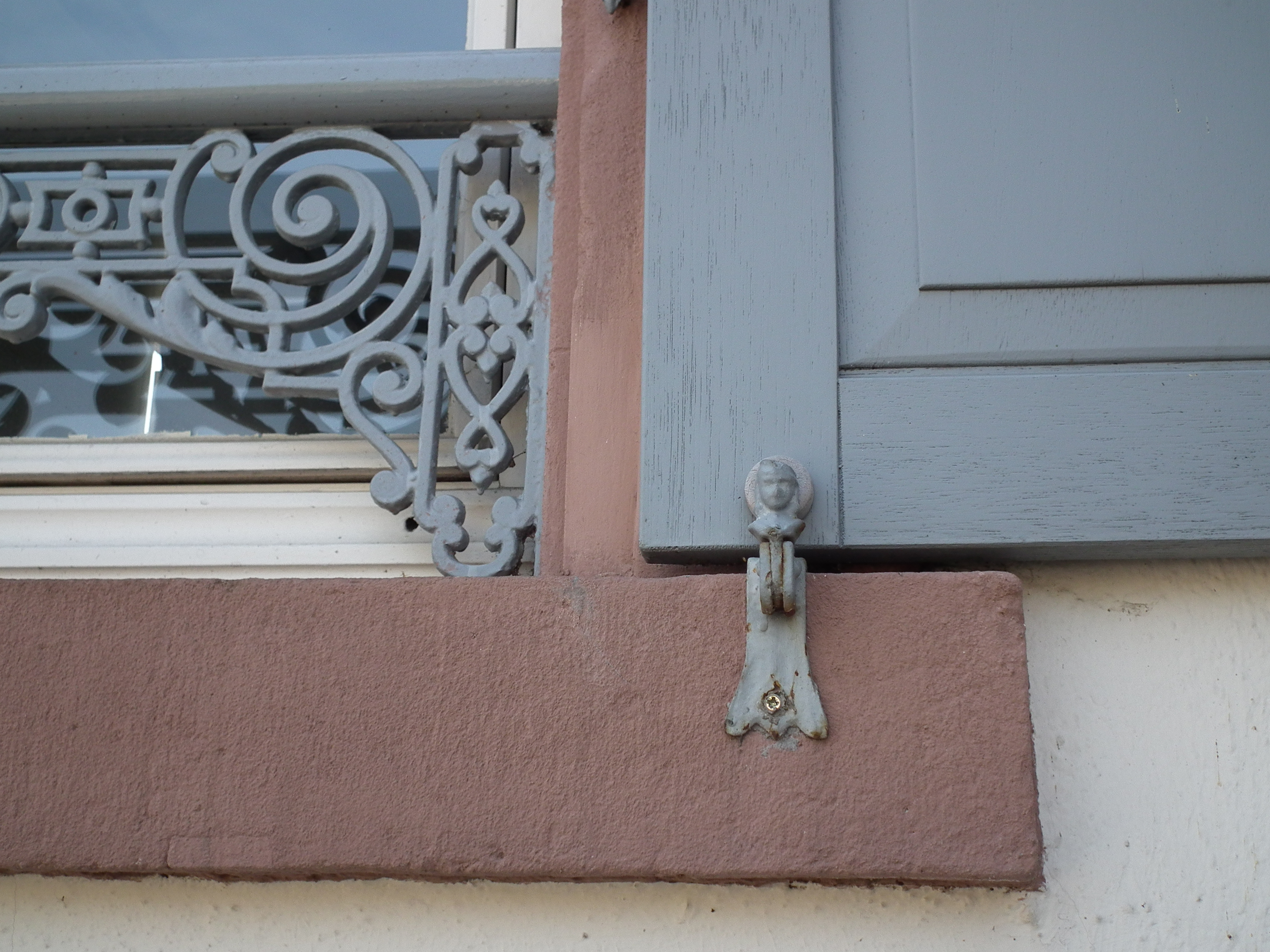
Ladenhalter bzw. Fensterladen-Feststeller in Funktion am Wohnhaus von Carl Benz in Ladenburg (Baden-Württemberg, Deutschland)

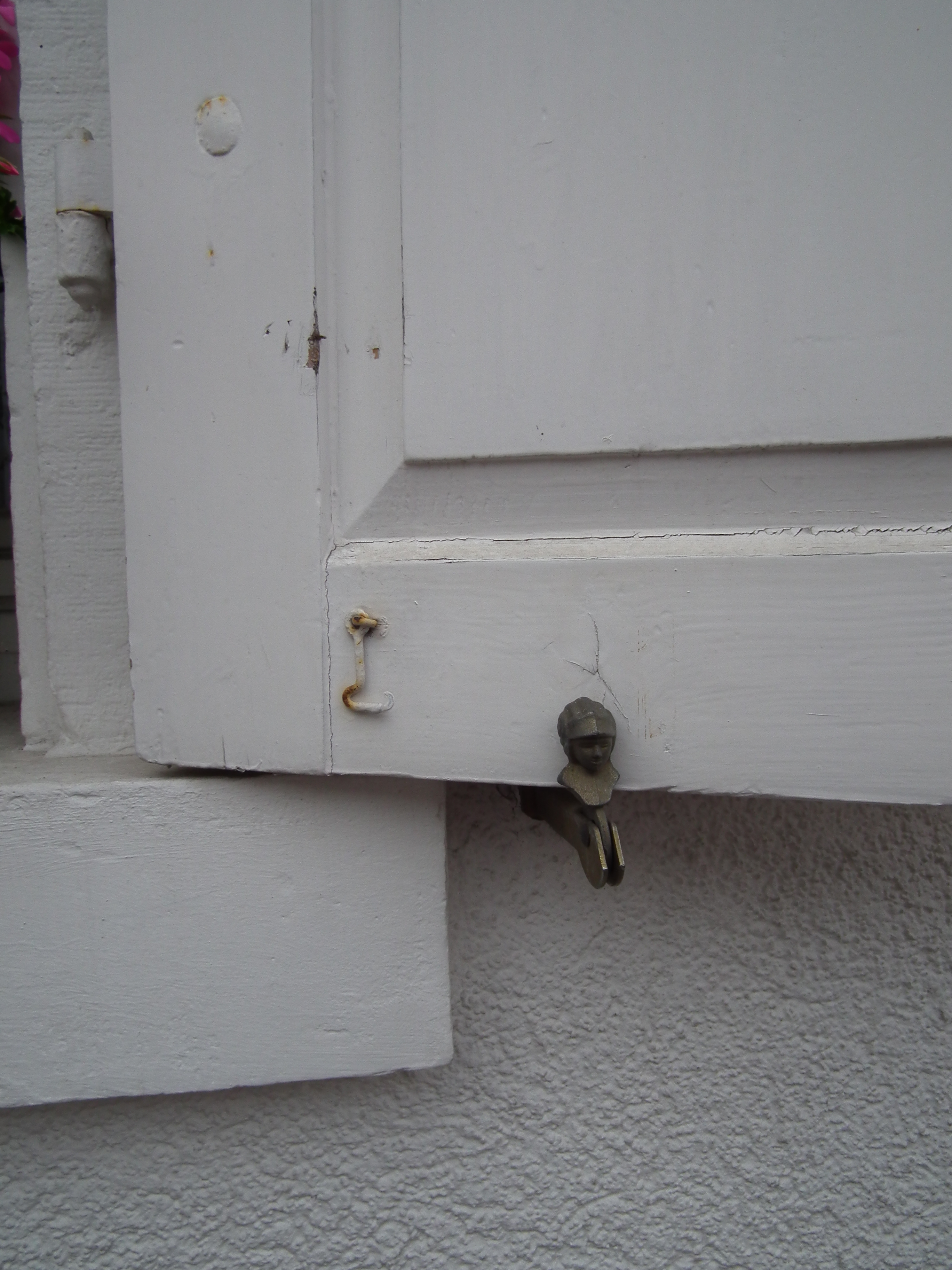
Fensterladen in geöffneter Position mit halb herausgerissenem Ladenhalter. Links unten am Fensterladen ein kleiner Sperrhaken, um den Laden in geschlossener Position zu fixieren.

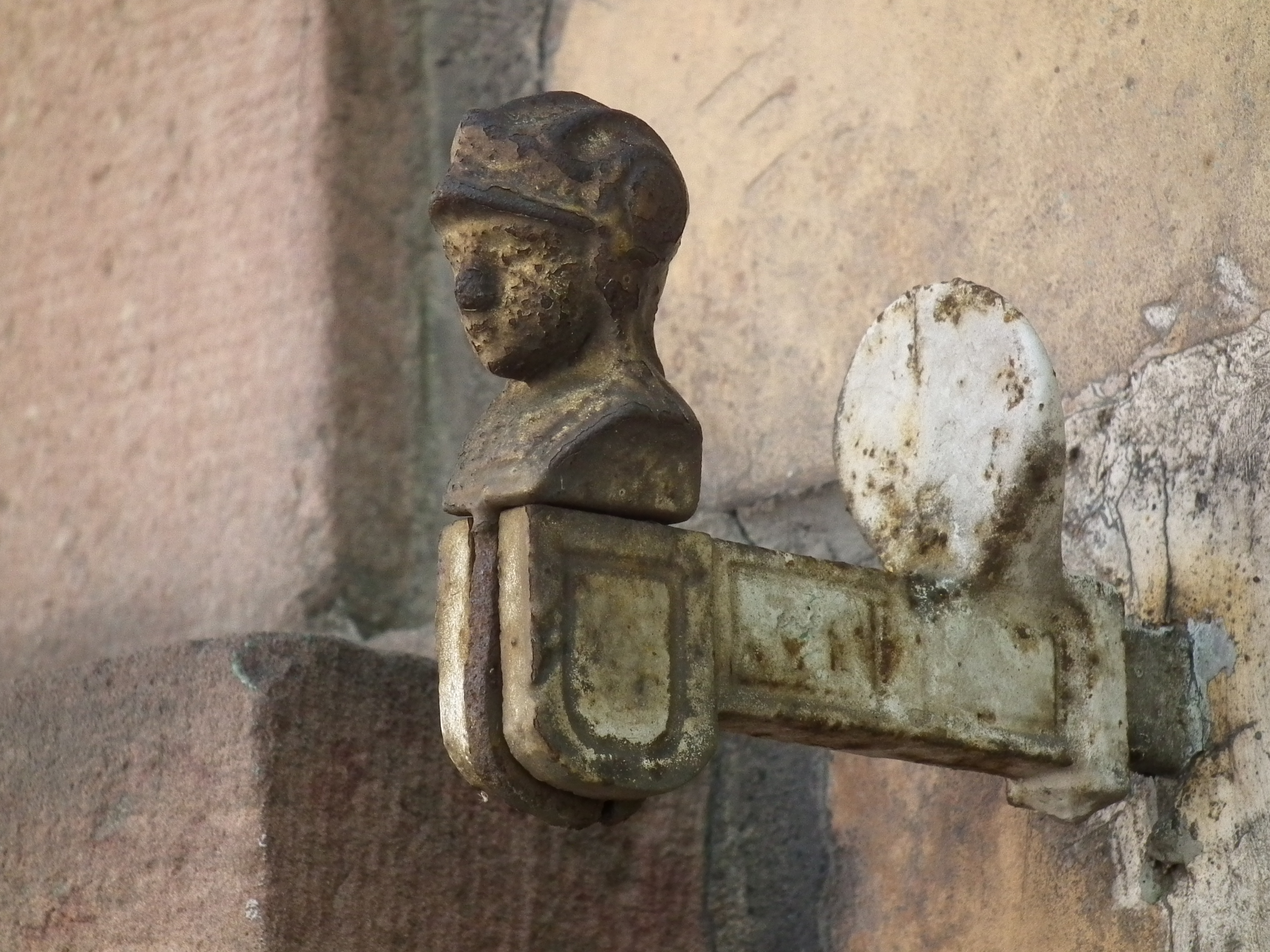
Ladenhalter in Wiesloch.

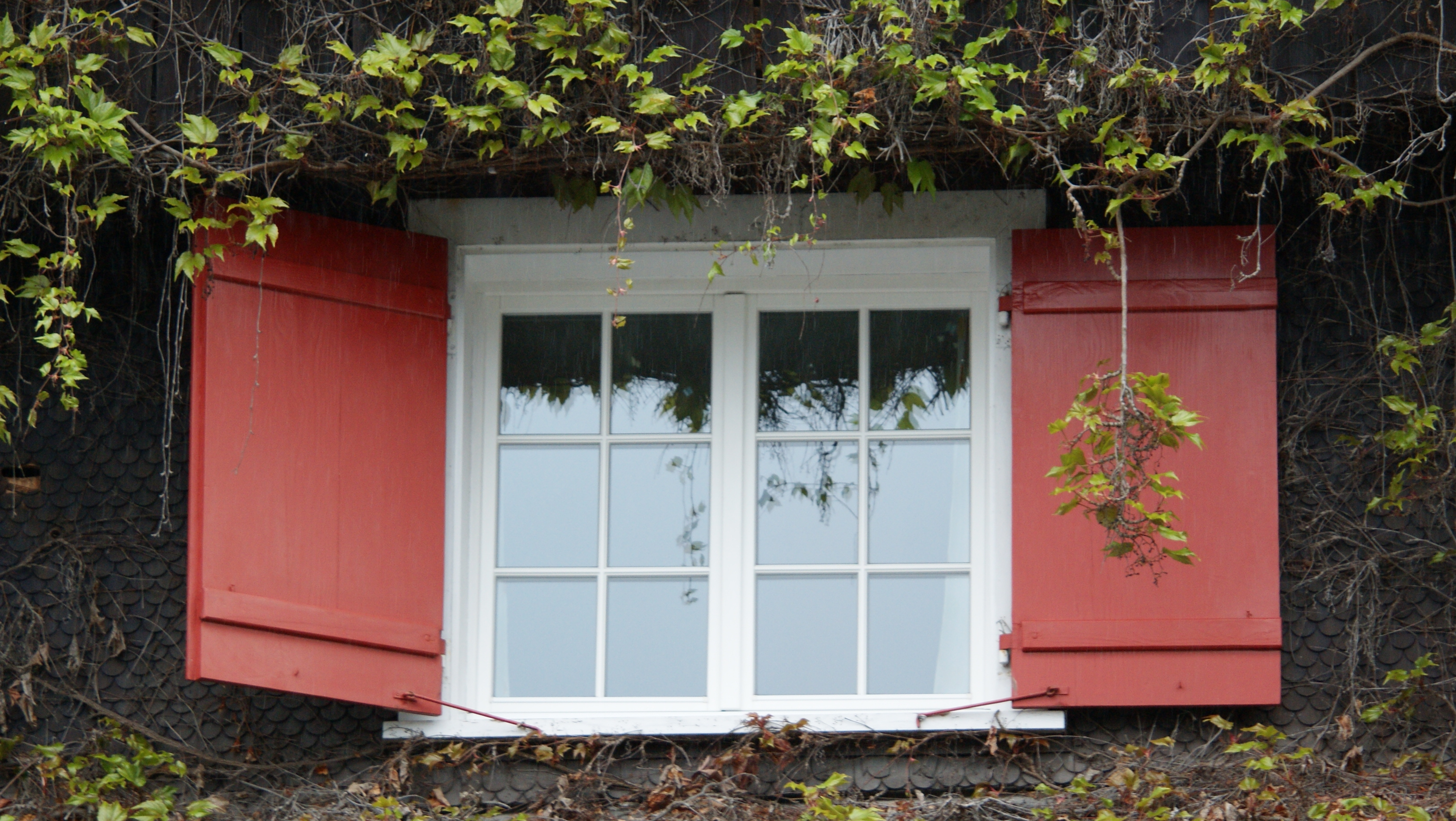
Fensterladenhalter mit Sturmhaken

Fensterladenhalter bestehen zumeist aus Metall, so aus gewöhnlichem Eisen, geschmiedetem Eisen oder Gusseisen, teilweise verzinkt, lackiert oder kunststoffbeschichtet.
Ladenhalter können in die Mauerkonstruktion oder dem Fensterrahmen geschraubt oder geklemmt (eingemauert) oder angeschraubt werden. Die Fensterladenhalter sind in der Regel von den Fensterscharnieren unabhängig angebracht.
Auf das Anbringen von Fensterladenhaltern ist die DIN 18357 anzuwenden. Aufbauend auf der EN 14648 gilt für Deutschland die DIN EN 14648 bezüglich Beschläge für Fensterläden und deren Anforderungen und Prüfverfahren (in Österreich: ÖNORM EN 14648).

## Aufbau und Funktion
Ein Fensterladenhalter hat einen beweglichen und einen festen Teil. Der feste Teil ist mit der Mauerkonstruktion bzw. dem Rahmen verbunden. Der bewegliche Teil erlaubt in geöffnetem Zustand, dass der Fensterladen aus der Halterung herausgeführt und geschlossen werden kann. In geschlossenem Zustand verhindert der bewegliche Teil, dass der Fensterladen seine (meist) parallele Position zur Mauerkonstruktion selbsttätig oder durch äußere Einflüsse verlassen kann. Solange der bewegliche Teil des Fensterladenhalters den Fensterladen arretiert, kann man den Fensterladen daher nicht schließen. Der Fensterladenhalter hat bei geschlossenen Fensterläden keine Funktion.
Die einfachste Ausführung ist der Fensterladenhalter mit einer drehbaren Metallfahne (Vorreiber). Teilweise werden Fensterladenhalter auch in selbstarretierenden Ausführungen angeboten. Auch hier ist der Vorreiber die technisch einfachste Konstruktion zur Selbstarretierung, bei welcher eine Metallfahne des Vorreibers schwerer ausgeführt ist als die andere.

## Aussehen
Fensterladenhalter wurden und werden in rein funktionaler Ausführung hergestellt. Daneben sind vielfältige Ausführungen erhalten und erhältlich in Form stilisierter menschlicher Köpfe mit oder ohne Kopfbedeckung. Bei den Fensterladenhaltern mit Kopf „sehen“ die Köpfe in der Regel vom Fensterladen bzw. vom Mauerwerk weg.
Als Fensterladenhalter (und gleichzeitig Verschluss des Fensters oder der Türe, später ein eigener Riegel) wurden auch schmale Ketten (Fensterketten, Ketteln) verwendet.

## Ähnliche Ausführungen
Seltener sind Türhalter oder Klappenhalter. Teilweise werden zum Feststellen von Türen und Klappen auch Fensterladenhalter ersatzweise eingesetzt (insbesondere Vorreiber).